# Paranthrene dukei
Paranthrene dukei là một loài bướm đêm thuộc họ Sesiidae. Nó được biết đến ở Zimbabwe.